# Septarienton

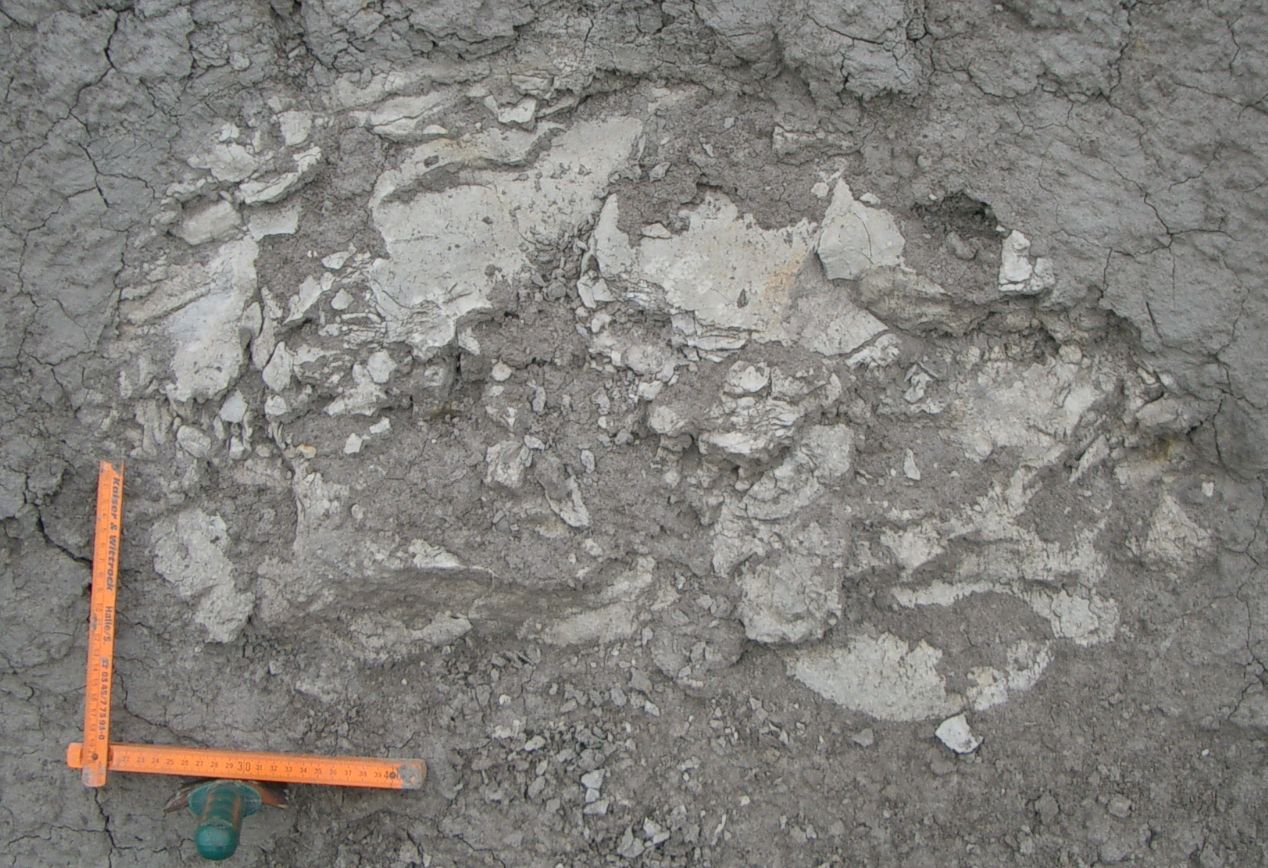
Septarie in dunkler, toniger Matrix (Tagebau Amsdorf)

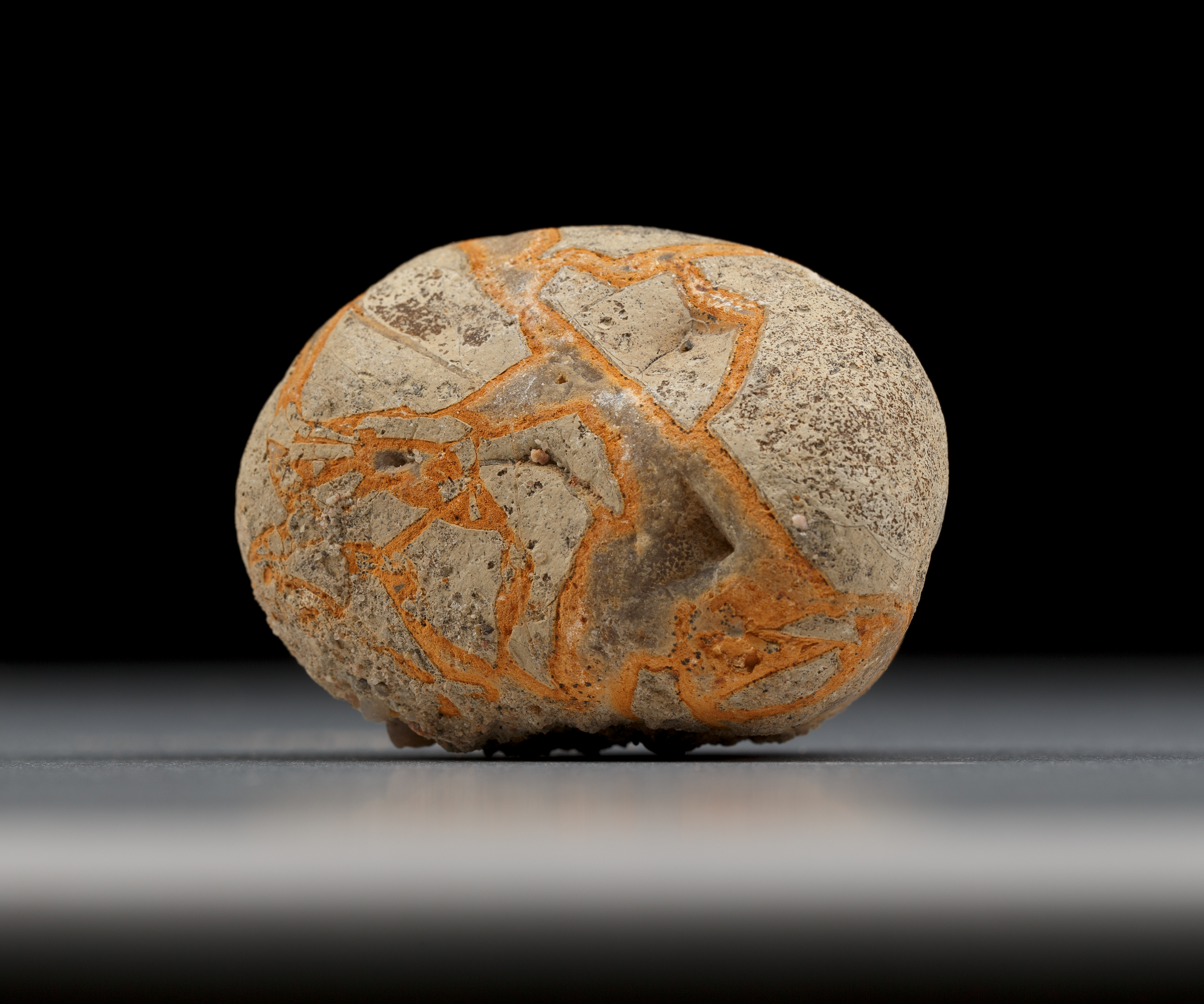
Septarie

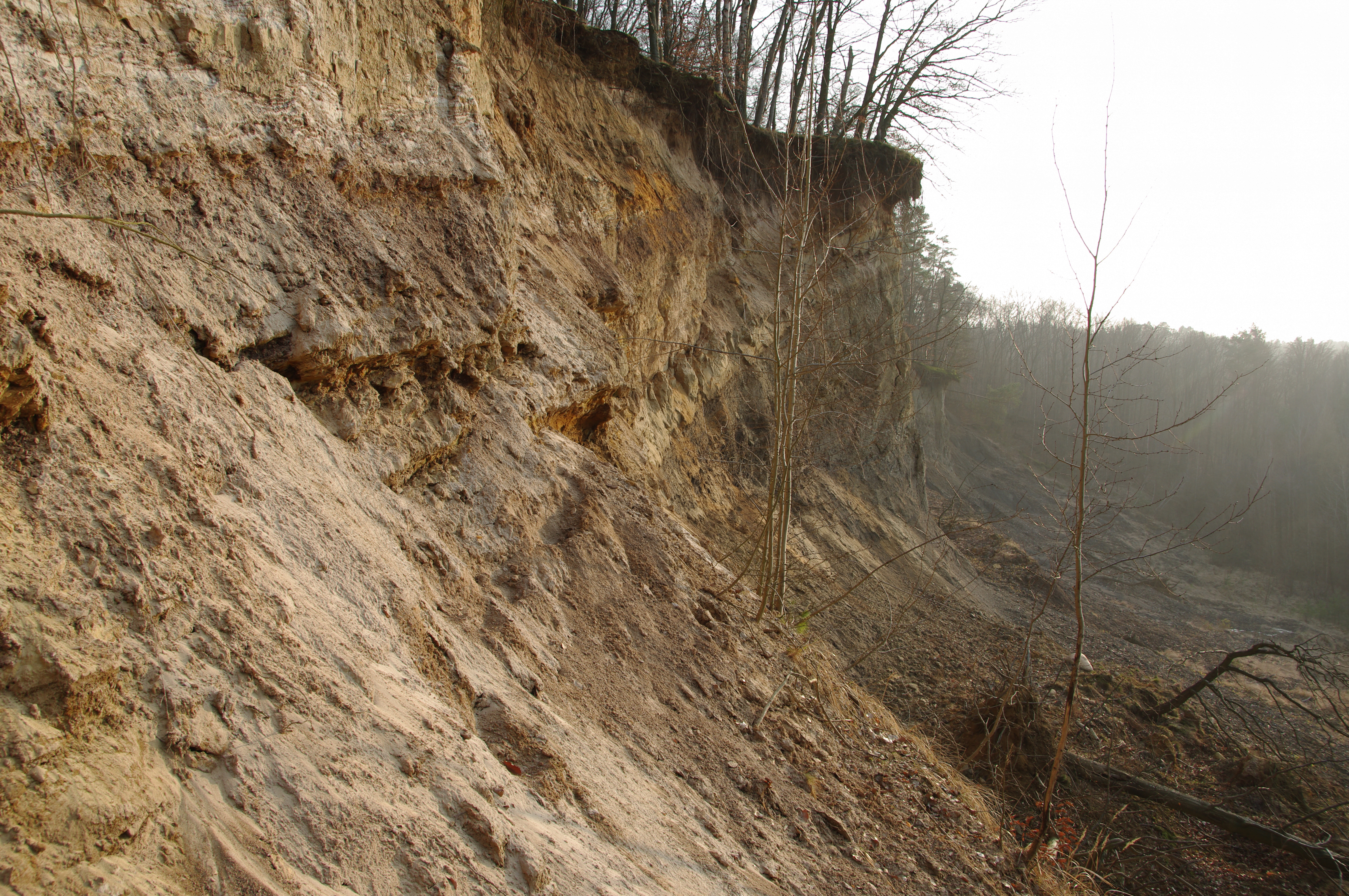
Rupeltongrube Bad Freienwalde

Der Septarienton (in manchen Gebieten synonym zum Rupelton) ist ein besonders in der Norddeutschen Tiefebene verbreitetes toniges Sediment, in das die namensgebenden Mergelstein-Konkretionen (Septarien) eingelagert sind.

## Genese und Ausbildung
Der Septarienton wurde während der letzten paläogenen Meerestransgression im Unteroligozän abgelagert. Nach einer Sedimentationsunterbrechung an der Eozän- / Oligozängrenze beginnt die Sedimentation des Septarientons mit einem mehr oder weniger mächtig ausgebildeten Basissand, der in Südwest-Mecklenburg faziell von einem grünen, glaukonithaltigen tonigen Schluff vertreten wird. Diese „Grünsande“ sind auch im Raum Hamburg („Neuengammer Sande“) und Magdeburg („Magdeburger Grünsande“) zu beobachten.
Über den sandig-schluffigen Basisschichten entwickeln sich die grünlichgrauen bis dunkelgrauen, marinen kalkarmen Tone und Tonmergel, die häufig mit stark kalkhaltigen Lagen wechsellagern. Charakteristisches Merkmal der Schichtenfolge sind  Einlagerungen von ovalen, bis zu kopfgroßen Septarien, deren Schrumpfrisse mit Aragonit verheilt sind. Partiell ist in den Tonen eine reichhaltige Fauna von Foraminiferen, Schwämmen, Stachelhäutern, Korallen, Mollusken sowie Fisch- und Reptilresten beschrieben worden.
Zum Hangenden nimmt der Schluff- und Sandanteil in der Schichtenfolge wieder zu. Gebietsweise sind in die hangenden Partien Konkretionen („Stettiner Kugeln“) eingelagert.
Die Mächtigkeit des Septarientons schwankt regional stark. Durchschnittlich 90 m mächtig entwickelt, kann im Beckeninneren, in Südwest-Mecklenburg, eine Entwicklung von bis zu 200 m beobachtet werden, während die Mächtigkeit der Schichtenfolge in Raum Wismar auf bis zu 20 m abnimmt. Anhand der Lage der Isobathen der Basis des Septarientons kann auf das Ausmaß halokinetischer Bewegungen im Untergrund geschlossen werden.